# Carles Pau i Espanyol

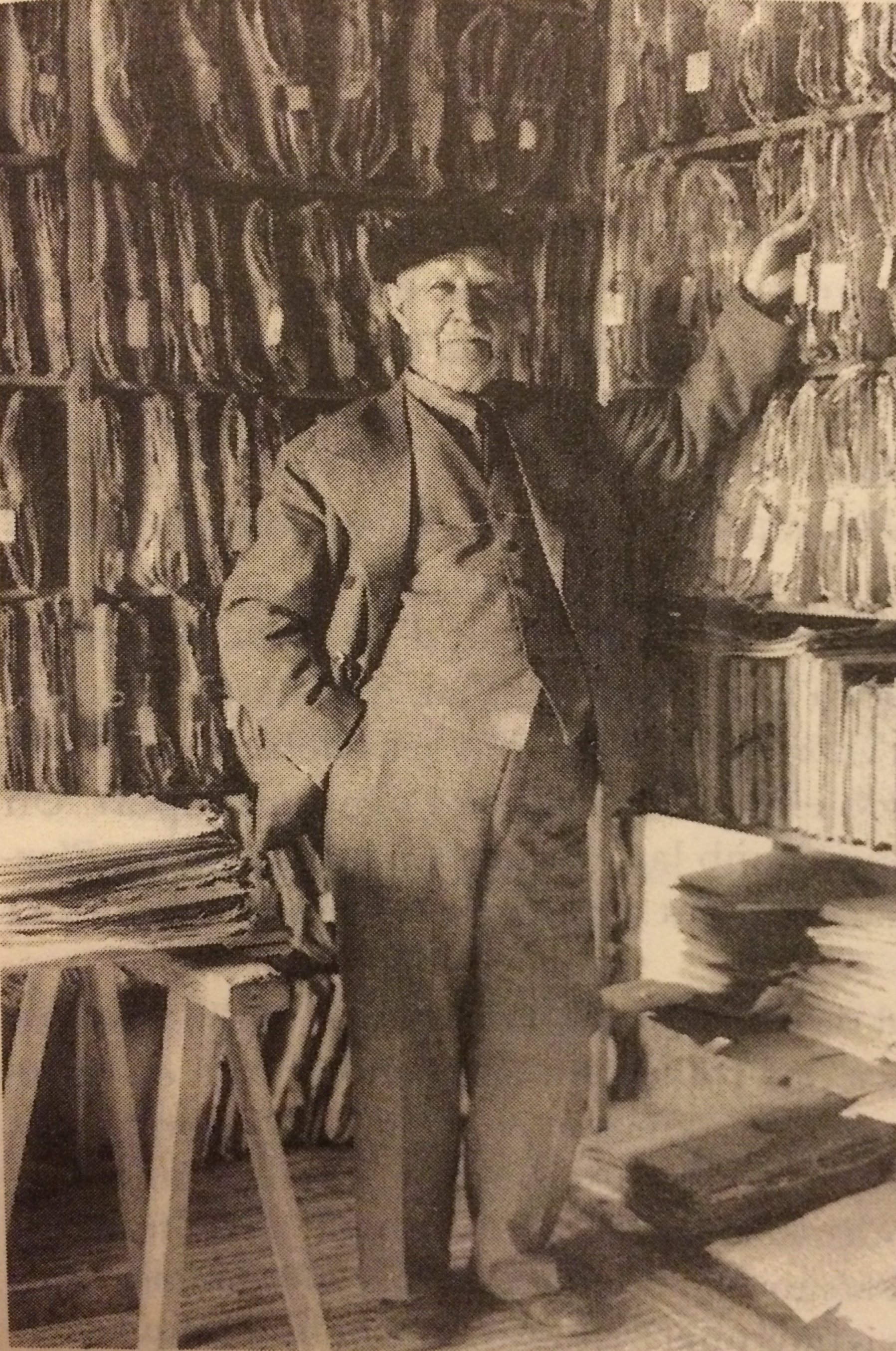
Carles Pau, davant el seu herbari

Carles Pau i Espanyol (Sogorb, 10 de maig de 1857 - 9 de maig de 1937) va ser un botànic valencià. Va ser un dels botànics més importants de la seva època.

## Biografia
Estudià Farmàcia a Barcelona i va doctorar-se a Madrid.
A Sogorb exercia d'apotecari, pel fet d'haver estat preterit en unes oposicions oficials per a obtenir la càtedra de Botànica el 1890, i durant tota la seva vida es va oposar a la ciència oficial del seu temps. Amb tal objecte l'any 1891 publicà, per exemple, l'obra Gazapos botánicos cazados en las obras del señor Colmeiro que es director del Jardín Botánico de Madrid, referida al botànic Miguel Colmeiro y Penido (1816-1901).
Pau treballà sobretot en la flora valenciana i més tangencialment en la flora de Catalunya i les Balears. Es dedicà més aviat a les plantes escasses i rares que no pas a la fitogeografia.
A Sogorb hi té un jardí dedicat al seu honor: Glorieta del Botànic Pau.

## Obres
- Nueva contribución al estudio de la flora de Granada
- Catálogo descriptivo de todas las plantas que se conocen hasta el día en Aragón
- Relación de plantas zaragozanas
- Formas nuevas de plantas
- Plantas críticas de Asso
- Plantas de la provincia de Huesca
- Plantas del Formigal de Sallent
- Plantas de Huesca y de Guara
- Herborizaciones por la Sierra de Albarracín
- Notas botánicas de la Flora española
- Datos para completar la historia de la Salicornia fastigata Loscos y Pardo
- Plantas de Zaragoza
- Novae species Tamaricis in Hispania centrali
- Mi primera excursión Botánica (Sierra de Jabalambre)
- Tréboles españoles. Revisión del Género Trifolium
- Genistas españolas. O. Genista-Genistella
- Revisión del Género Quercus en España